# Львівський інститут банківської справи
Льві́вський інститу́т ба́нківської спра́ви Університету банківської справи Національного Банку України — вищий навчальний заклад фінансово-економічного профілю, що діяв у Львові у 1940-2021 роках.

## Історія
Заснований 10 травня 1940 року як Львівський фінансово-економічний технікум.
У період Другої світової війни технікум припинив свою діяльність і відновив її 24 жовтня 1944 року.
5 листопада 1948 року технікум отримав назву Львівський фінансово-кредитний технікум і був переведений у підпорядкування Міністерства фінансів УРСР.
4 вересня 1954 року технікум перейшов у підпорядкування Державного банку СРСР як обліково-кредитний технікум.
12 грудня 1991 року технікум передано у підпорядкування Національного банку України і він отримав назву Львівський технікум банківської справи.
14 червня 1995 року змінено назву навчального закладу на Львівський банківський коледж Національного банку України.
Постановами Кабінету Міністрів України від 28 січня 2000 року і Правління Національного банку України від 17 лютого 2000 року на базі Львівського банківського коледжу створено Львівський банківський інститут Національного банку України.
З 2006 року входить до мережі єдиного профільного Університету банківської справи Національного банку України.
Розпорядженням Кабінету Міністрів України від 29 грудня 2021 року інститут приєднано до Львівського національного університету імені Івана Франка.

## Інфраструктура
- Навчальні аудиторії;
- Комп'ютерні лабораторії та класи;
- Лабораторія Інтернету;
- Інтернет-клуб;
- Редакційно-видавничий центр;

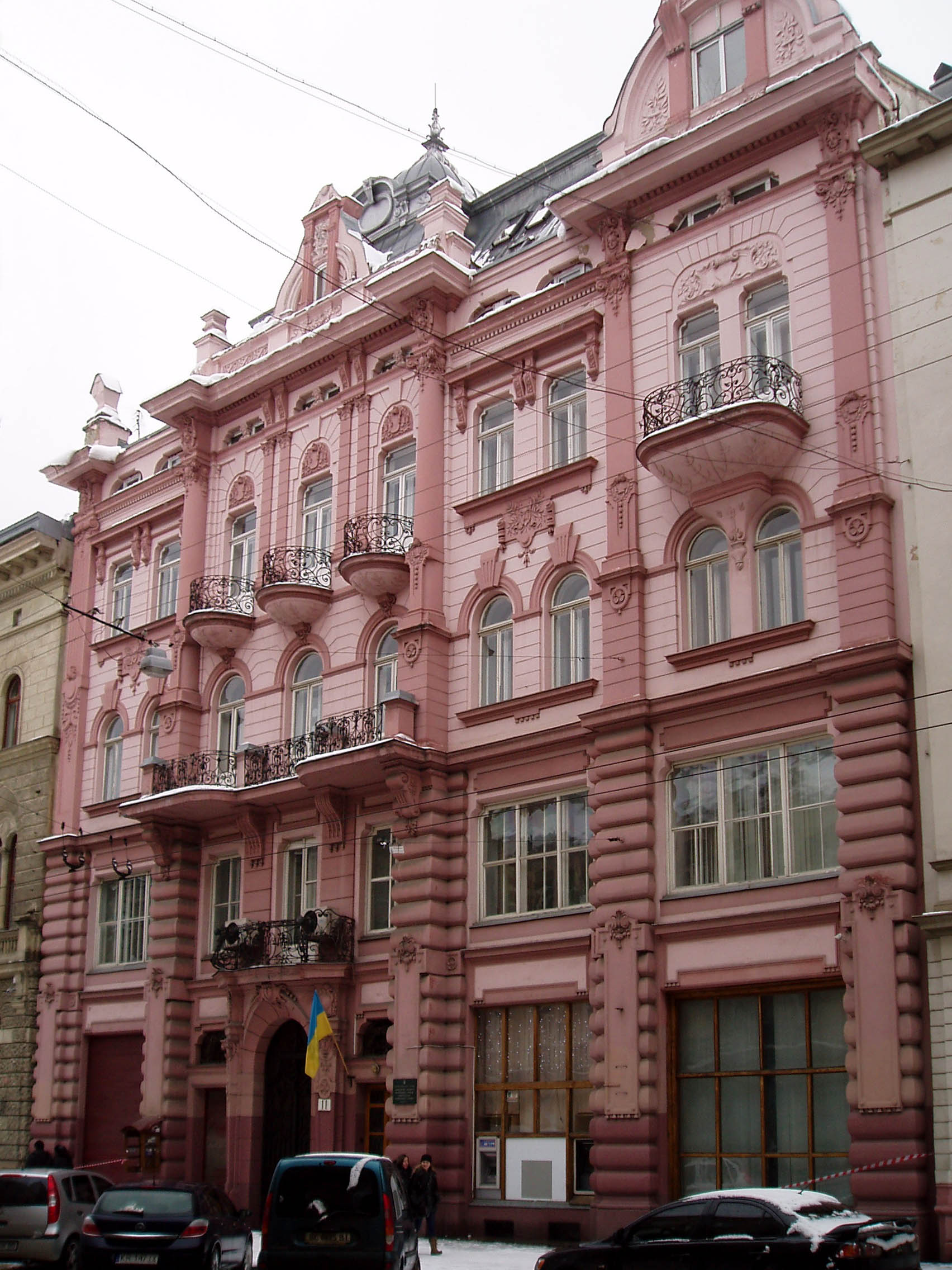
Корпус Львівського інституту банківської справи Університету банківської справи Національного банку України (2-й корпус) по вулиці Січових Стрільців, 11

- Бібліотека з філіями та читальними залами;
- Конференц-зал;
- Молодіжний центр;
- Студентський профком;
- Кредитна спілка «Галичина»
- Студентська рада;
- Гуртожиток;
- Міні-готель для гостей;
- Буфети.

## Факультети
- Факультет банківської справи та інформаційних технологій
- Фінансово-економічний факультет
- Факультет підвищення кваліфікації та перепідготовки

## Відомі випускники
- Стельмах Володимир Семенович — Голова НБУ (2000—2002 рр., 2004—2010 рр.)
- Ричаківська Віра Іванівна — заступник Голови, Член Правління НБУ.
- Ващук Максим Володимирович[3] — Член Правління ПАТ «Кредобанк» (2015 — донині)

## Навчальні корпуси
Три навчальні корпуси — пам'ятки архітектури XVIII—XIX століть — ваблять своєю естетикою як ззовні, так і зсередини. Вони є об'єктами гордості інституту та міста.